# نشان اسپینگارن
نشان اسپینگارن (انگلیسی: Spingarn Medal) نشانی است که هرسال توسط انجمن ملی پیشرفت رنگین‌پوستان بابت موفقیت‌های برجستهٔ سیاه‌پوستان آمریکا اهدا می‌شود. در صورت پایان فعالیت این سازمان، مدیریت آن بر عهده دانشگاه‌های هاوارد یا فیسک خواهد بود.
این جایزه که در واقع یک مدال طلا به ارزش ۱۰۰ دلار است، توسط «جوئل الیاس اسپینگارن» در سال ۱۹۱۴ میلادی پیشنهاد و ایجاد شد و نخستین بار در سال ۱۹۱۵ میلادی، به زیست‌شناس برجستهٔ آمریکایی «ارنست اِوِرِت جاست» اهدا گردید. اسپینگارن در وصیت‌نامه خود ۲۰٬۰۰۰ دلار (معادل ۴۵۲٬۰۰۰ دلار در سال ۲۰۲۴) برای انجمن ملی پیشرفت رنگین‌پوستان (NAACP) به عنوان کمک بلاعوض به این نهاد اختصاص داده است.

## دریافت کنندگان نشان
برخی از افراد شاخصی که این نشان طلا را دریافت داشتند عبارتند از: دابلیو. ئی. بی. دیو بویس، جرج واشینگتن کارور، مارین اندرسون، پل روبسن، تورگود مارشال، جکی رابینسون، مارتین لوتر کینگ جونیور، لنگستون هیوز، سامی دیویس جونیور، الکس هیلی، رزا پارکس، لنا هورن، بیل کازبی جونیور، جسی جکسون، کالین پاول، آلوین ایلی، مایا آنجلو، اپرا وینفری، جان لویس، بن کارسون، جان کنیرس، روبی دی، سیسیلی تایسون، هری بلافونته، کوئینسی جونز و سیدنی پوآتیه